# Гора Головнина
Гора Головнина — вершина в горном хребте Ивулк, в 5 км к юго-востоку от горы Вершинской и к западу от горы Рикорда. Координаты: 53° 35' 14" с. ш. 158° 44' 36" в. д., высота 1333 м. Названа участниками Камчатской географической экспедиции в 2006 году в честь российского мореплавателя, исследователя Камчатки, Курильских и Алеутских островов, вице-адмирала Василия Михайловича Головнина (1776—1831). Посещал Камчатку на шлюпе «Диана» (1809) и фрегате «Камчатка» (1818).

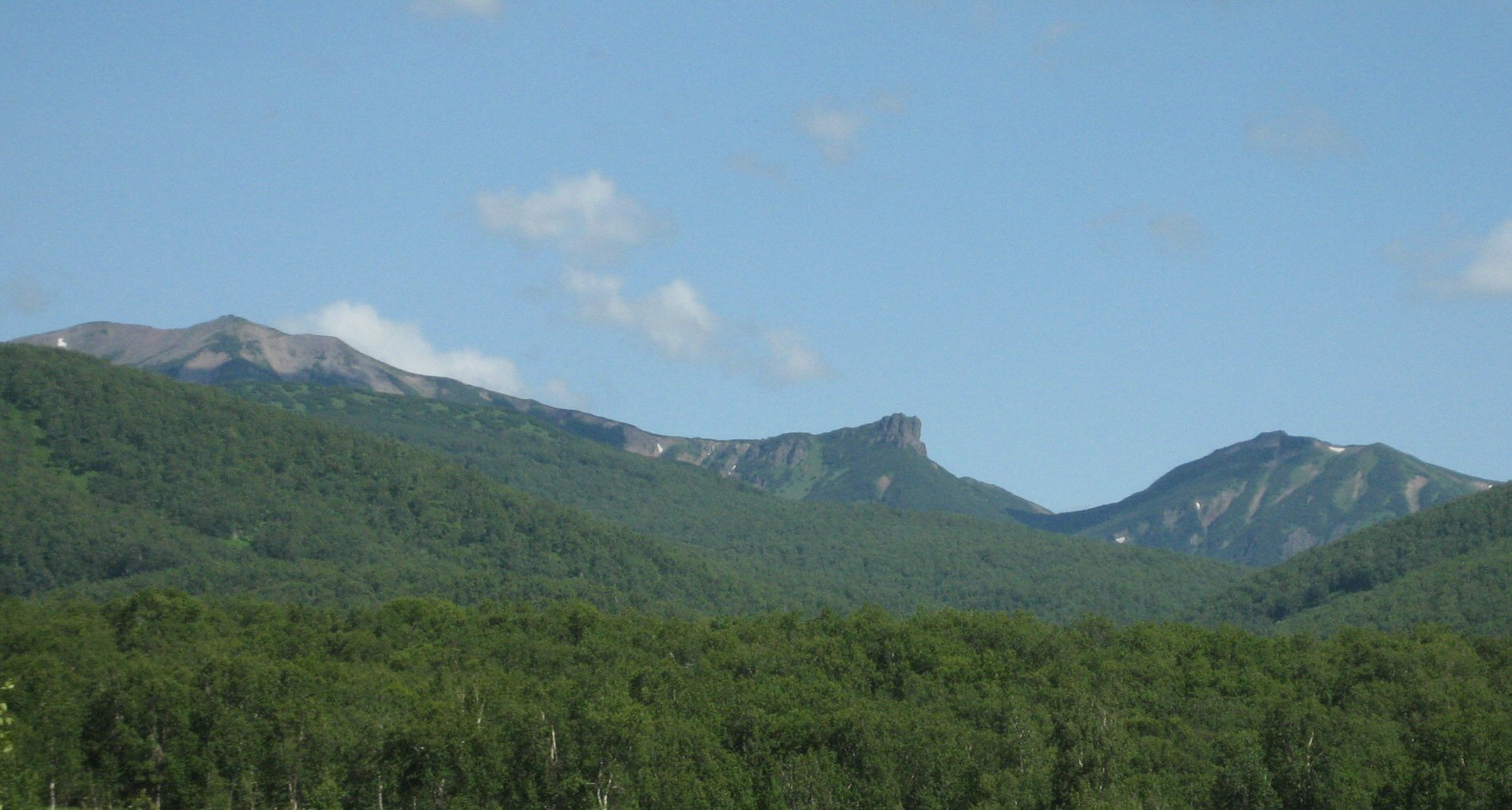
Вершины Русско-Японской дружбы (слева-направо):
гора Головнина, скала Кахея и гора Рикорда

В совокупности с горой Рикорда и скалой Кахея образуют так называемые «вершины русско-японской дружбы». Здесь, у подножия этих гор, на территории природного парка «Налычево» в июле 2009 года проходила Вторая юбилейная встреча потомков героев «Инцидента Головнина», военного конфликта начала XIX века, поставившего русско-японские отношения на грань войны. Мирное разрешение этого инцидента является важным прецедентом решения сложных межгосударственных конфликтов на основе дружеских отношений и взаимного доверия. Во встрече принимали участие с российской стороны действительные члены Русского географического общества: П. А. Головнин, потомок В. М. Головнина, и А. И. Тихоцкий, потомок П. И. Рикорда, — и с японской стороны общественный деятель господин Такада Касити, потомок Такадая Кахэя